# Santo Antônio do Sudoeste
Santo Antônio do Sudoeste là một đô thị thuộc bang Paraná, Brasil. Đô thị này có diện tích 325,672 km², dân số năm 2007 là 19260 người, mật độ 57,17 người/km².